# Júlio Patrício
Júlio Patrício (em latim: Iulius Patricius/Patriciolus; em grego: Πατρίκιος; fl. 459 - 471) foi um político bizantino de origem bárbara, que subiu para o posto de césar sob o imperador Leão I, o Trácio (r. 457–474).

## Biografia
Patrício foi o terceiro filho de Áspar, o alano mestre dos soldados (magister militum) do imperador Leão I, o Trácio, e como seu pai ele foi um ariano. O nome "Julio Patrício", de origem romana ostensiva, sugere que seu pai tinha planos de elevá-lo ao trono imperial. Patrício foi nomeado cônsul em 459 pela corte oriental.
Em 470, em um episódio da luta pelo poder entre Áspar e o general isauro Zenão, Áspar convenceu o imperador a nomear seu segundo filho, Júlio Patrício, como césar e dar-lhe em casamento a sua filha Leôncia. No entanto, para o clero e o povo de Constantinopla, um ariano não era elegível para se tornar um imperador, o que provocou a eclosão de motins no hipódromo da cidade, liderador pelo chefe dos monge agitados, Marcelo: Áspar e Leão tiveram que prometer aos bispos que Patrício se converteria a ortodoxia antes de se tornar imperador, e só após a conversão, ele se casaria com Leôncia.
Nenhuma moeda de Patrício como César foi omitida, e seu único ato no cargo foi uma viagem para Alexandria, onde foi recebido com todas as honras atribuídas a um césar. Em 471 uma conspiração imperial causou a morte de Áspar e de seu filho mais velho Ardabúrio: é possível que Patrício tenha morrido nessa ocasião, apesar de algumas fontes relatarem que ele se recuperou de suas feridas. De todo modo, após estes eventos, Patrício sumiu das fontes. Seu casamento com Leôncia foi anulado, e mais tarde ela se casou com Marciano.